# 章貞
章貞（?—?），字含可。浙江會稽人。清朝政治人物。

## 生平
早年失父，由八十歲的曾祖父授課，順治十二年中（1655年）乙未科進士，授山東壽光縣知縣。歷官河南滎陽縣縣丞、湖廣棗陽縣知縣。康熙十八年（1678年），舉博學鴻詞科，至江寧時，因病歸返。著有《東銘解》。